# Adélard Collette
 (décembre 2017).
Si vous disposez d'ouvrages ou d'articles de référence ou si vous connaissez des sites web de qualité traitant du thème abordé ici, merci de compléter l'article en donnant les références utiles à sa vérifiabilité et en les liant à la section « Notes et références ».
Pour les articles homonymes, voir Collette (homonymie).
Adélard Collette (1893-1975) était un syndicaliste québécois.
Premier tisserand de Sherbrooke et ardent syndicaliste, il a été l'un des présidents du Conseil central des syndicats nationaux de l'Estrie - CSN - dans les années 1920 (alors que la CSN s'appelait la CCT). Il a également milité pour l'implication des femmes aux exécutifs des syndicats.